# ۵۴۷ (میلادی)
۵۴۷ (میلادی) پانصد و چهل و هفتمین سال تقویم میلادی است.

## زادگان
- ملکه ژو مانیو (‎朱滿月‏) (۵۴۷-۵۸۶) ملکه شمال چین.

## درگذشتگان
‎